# Olympique Marrakesz
Chez Ali Club de Marrakech (arab. ‏أولمبيك مراكش‎) – marokański klub piłkarski z siedzibą w Marrakeszu. W sezonie 2020/2021 gra w GNFA 1 (3 liga).

## Opis
Klub został założony w 2001 roku. Grał w GNF 2 w sezonie 2015/2016, zajmując przedostatnie, 15. miejsce i spadł do GNFA 1. Najlepszym wynikiem w pucharze Maroka była 1/16 finału w 2017 roku. Klub gra na Stade El Harti (25 000 widzów) lub Stade Sidi Youssef Ben Ali.